# Санитарная обработка
Санитарная обработка — составная часть специальной обработки, заключающаяся в проведении мероприятий, направленных на уничтожение, обезвреживание и обеззараживание биологических средств, отравляющих и радиоактивных веществ с поверхности тела, одежды, обуви, снаряжения и средств индивидуальной защиты людей (личный состав, население).

## Виды санитарной обработки

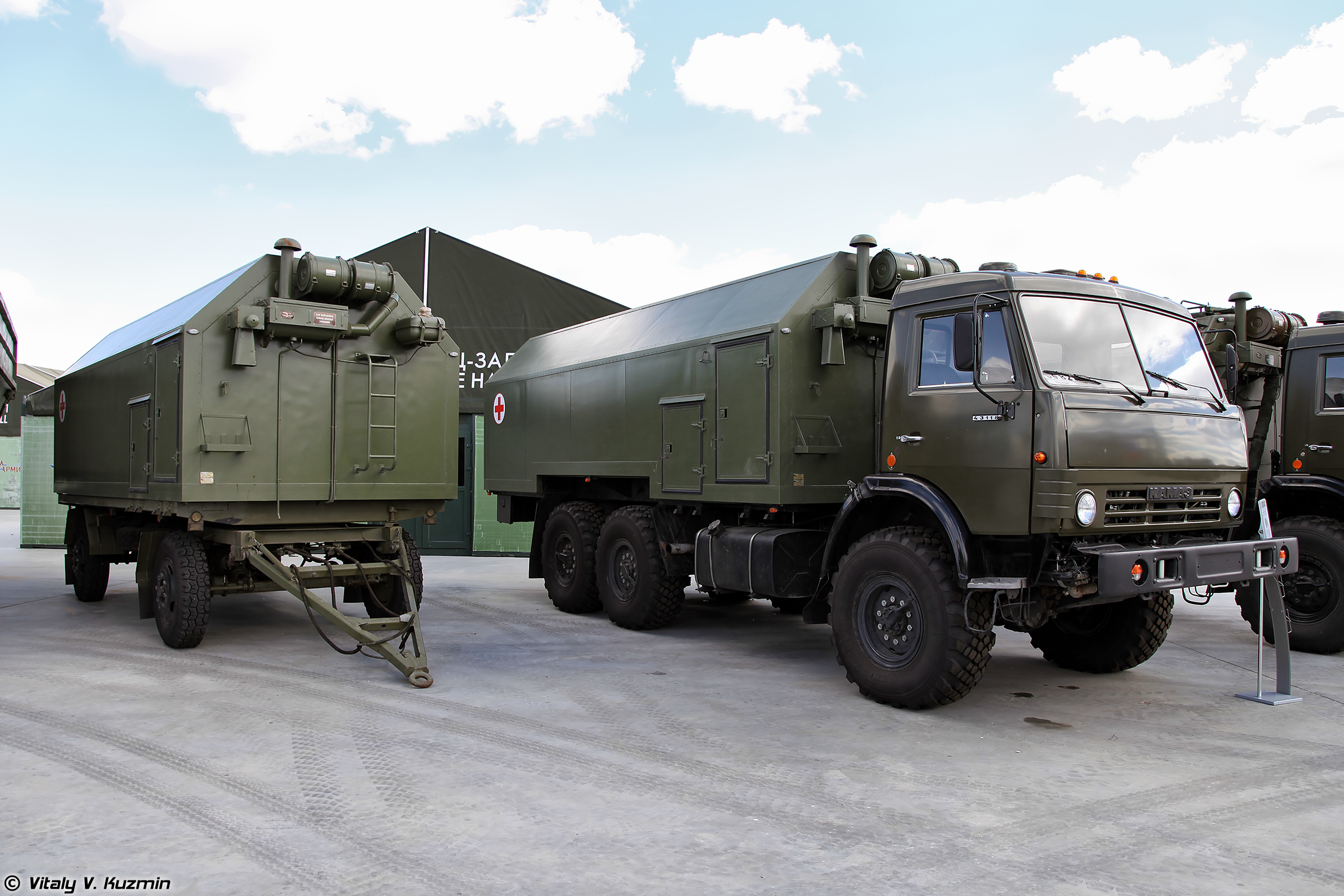
Дезинфекционно-душевой комплекс ДДК-01 на базе автомобиля с прицепом, который может применяться для полной санитарной обработки

Санитарная обработка подразделяется на частичную и полную.

### ЧСО
Частичная санитарная обработка — механическая очистка и обработка открытых участков кожи, наружных поверхностей одежды, обуви, средств индивидуальной защиты или протирание их с помощью индивидуальных противохимических пакетов (ИПП-8 и другие), а также обмывание чистой водой рук, шеи, лица, прополаскивание рта и горла после временного снятия противогаза и респиратора. Проводится она в очаге поражения при проведении аварийно-спасательных и других неотложных работ и носит характер временной меры.

### ПСО
Полная санитарная обработка — полное обеззараживание тела человека дезинфицирующими средствами, обмывка людей со сменой белья и одежды, дезинфекция (дезинсекция) снятой одежды и обуви. У гражданского населения она проводится после вывода личного состава подразделений гражданской обороны и населения из зоны заражения. Проводит её служба санитарной обработки гражданской обороны на пунктах специальной обработки. В вооружённых силах проводится силами войск РХБЗ, тыловой службы (банно-прачечные комплексы) и медицинской службы (в ЛПУ и на этапах медицинской эвакуации).